# System Reject
System Reject - це рольова гра в жанрі науково-фантастичного екшену з видом зверху вниз, дія якої розгортається в підземній лабораторії, що належить могутній корпорації, компанії, яка має значний вплив у світі завдяки своїм передовим технологіям у військовому секторі. Дія гри відбувається в недалекому майбутньому, де біологічна загроза та злам протоколів штучного інтелекту обернули системи безпеки лабораторії проти її власного персоналу.
Гра розробляється ентузіастами із України. Rise of Wise — незалежна студія розробки відеоігор.
Ключові особливості System Reject:
● Чотири унікальних ігрових персонажі з різними стилями гри та навичками
● Система прокачування персонажа, що включає характеристики (витривалість, точність, сила тощо)
● Бої з босами в кінці кожного рівня

#### Система прокачки
Гравці можуть покращувати характеристики своїх персонажів, такі як сила, спритність, витривалість, точність тощо. Також можна вдосконалювати зброю та розблоковувати нові навички, включаючи активні та пасивні здібності, деякі з яких унікальні для певних персонажів.

#### Сюжет гри
Гравець бере на себе роль одного або команди найманців, яких відправляють в підземну лабораторію для виконання певних завдань.

#### Розробка
Rise Of Wise розпочала розробку System Reject навесні 2022 року. Станом на 2023 рік більшість основних механік гри вже реалізовані, і команда працює над завершенням демо-версії.

#### Реліз
Точну дата релізу не відома, але студія планує випустити гру в ранньому доступі 2025 року.